# Troye Sivan
Troye Sivan, celým jménem Troye Sivan Mellet (* 5. června 1995 Johannesburg, Jihoafrická republika), je australský herec, zpěvák, model a vlogger jihoafrického původu.

## Dětství
Pochází ze čtyř sourozenců. Z jihoafrického Johannesburgu přesídlil i s rodinou do západoaustralského města Perth (městské části Dianella) ve věku dvou let. Zde vystudoval na soukromé židovské škole Carmel School. Od roku 2009 se vzdělával distančně. 

## Hudební dráha
Zpívat začal v 11 letech. Zpíval na čtyřech ročnících televizního benefičního pořadu Channel Seven Perth Telethon, poprvé v roce 2006 v duetu s vítězem australské obdoby soutěže Česko hledá SuperStar (Australian Idol) Guyem Sebastianem.
V únoru roku 2008 vydal své první minialbum (Extended play) Dare to Dream, které obsahovalo 5 písní (některé z nich interpretované Troyem Sivanem už v Telethonech).
Následoval soundtrack z filmu Spud (2010) a nahrávky singlů Crazy Love (2010), Love Is A Losing Game (2011), The One That Got Away (2011), Pumped Up Kicks (2011) a The June Haverly (2012).
V roce 2014 vydal EP TRXYE. V září 2015 vydal další EP, tentokrát pod názvem Wild, obsahující 6 písní. Na podzim téhož roku vydal album Blue Neighbourhood, které se kromě 16 skladeb skládají i ze série tří krátkých filmů k singlům „Wild“, „Fools“ a „Talk Me Down“.
V srpnu 2018 vydal album Bloom, na němž blíže zkoumá svůj milostný život a témata queer identity.

## Herectví a film
V roce 2007 hrál titulní roli v inscenaci Oliver v divadle Regal Theatre v Perthu. V květnu 2010 se na tamní divadelní prkna vrátil po boku Sira Iana McKellena v nastudování hry Čekání na Godota.
V roce 2009 se objevil v roli dvanáctiletého mladého Jamese Logana alias Wolverina v akčním sci-fi filmu X-Men Origins: Wolverine, který se natáčel v australském Sydney a na Novém Zélandu.
Následovalo účinkování v krátkém filmu Betrand the Terrible a téhož roku hrál po boku Johna Cleese titulní roli Johna „Spuda“ Miltona v komedii Spud (oba 2010). Režisér Donovan Marsh s nimi později natočil i pokračování Spud 2: The Madness Continues, jež bylo premiérově uvedeno v roce 2013. Titulní roli přirozeně hraje i ve třetím pokračování Spud 3: Learning To Fly, tentokrát v režii Johna Barkera, kde si zahrál po boku svého kolegy z vloggerské branže Caspara Leeho.
Před začátkem profesní kariéry vedl hojně sledovaný videoblog na YouTube, jehož prostřednictvím se mimo jiné v roce 2013 veřejně vyoutoval.
V roce 2014 získal od televize Logo cenu NewNowNext v kategorii nejlepších mužských nováčků ovlivňujících sociální sítě (Best New Social Influencer – male).
V roce 2016 si zahrál ve filmu Vymazaný kluk, k němuž rovněž nazpíval titulní píseň „Revelation“, která byla následně nominovaná na Zlatý glóbus za nejlepší filmovou píseň na 76. předávání cen. V témže roce účinkoval v The Tonight Show Starring Jimmy Fallon na televizní stanici CNBC.

## Osobní život
Žije s mírnou formou Marfanova syndromu.
Mezi lety 2016–2020 byl jeho přítelem fotograf a model Jacob Bixenman.